# Andrzej Dragan
Andrzej Dragan (Konin, 1978) è un fotografo polacco noto soprattutto per essere l'inventore dell'effetto Dragan.
Ha vinto numerosi premi nazionali e internazionali, ed è dottore in fisica (laureato con una tesi sull'ottica quantistica) all'Università di Varsavia.